# Парюжата
Парижата — упразднённая деревня в Шабалинском районе Кировской области России. Входила в состав Журавлевского сельсовета. Находится (на 2025 год) на территории Ленинского городского поселения (по другим данным — Новотроицкого сельского поселения).

## Название и статус
Список населённых мест Российской империи по сведениям 1859—1873 годов: Жаравлевский (Парижата), починок.
Список населённых мест Вятской губернии 1926 года: Парюжата, Журавлевская (ский), Татары, деревня.
Предварительные итоги. Административно-территориальное деление на 1-ю половину/середину 1959 года: Парюжата, деревня.
Жители деревни по её названию в первые советские годы назвали сельхозпредприятие имени Парижской коммуны.

## География
Расположена местность, где находилась деревня, в западной части региона, в пределах Волжско-Ветлужской равнины, в подзоне южной тайги, при административной границы со Свечинским муниципальным округом.

### Географическое положение
Расстояния по прямой (в км) и направление (стрелкой) до объекта:
- д. Боричи (→ 1.3 км)
- д. Гладкая (↗ 1.8 км)
- д. Ониченки (↖ 1.9 км)
- д. Глинная (↘ 1.9 км)
- д. Пантюхи (↙ 2.1 км)
- д. Малые Кощеевы (↗ 2.2 км)
- д. Вагинцы (← 2.3 км)
- д. Васенки (→ 2.4 км)
- д. Верхорубовы (↑ 2.8 км)
- д. Малые Кокоулята (↓ 2.8 км)
- д. Мироеды (→ 2.9 км)
- д. Сороки (→ 2.9 км)

### Климат
Климат характеризуется как континентальный, с продолжительной холодной снежной зимой и умеренно тёплым коротким летом. Среднегодовая температура — 1,6 °C. Средняя температура воздуха самого холодного месяца (января) составляет −13,8 °C; самого тёплого месяца (июля) — 17,5 °C. Безморозный период длится 89 дней. Годовое количество атмосферных осадков — 721 мм, из которых 454 мм выпадает в тёплый период.

## История
До упразднения уездно-губернского деления входило в состав Ключевской волости Котельничского уезда. В последующем входила в состав Журавлевского сельсовета Шабалинского района (в 1945—1955 — Новотроицкого).
Исключена из учётных данных после 1959 года.

## Население
До революции жители относились к приходу Свято-Духовской церкви в	с. Ивановское.
Всесоюзная перепись населения 1926 года — 103 человека, 52	мужчины и 51	женщины.
Всесоюзная перепись населения 1939 года показала 67 жителей, из них 30 мужчин,	37	женщин.
Всесоюзная перепись населения 1959 года зафиксировала постоянное население в 28 человек, из них 11 мужчин, 17 женщин; преобладающая национальность — русские.

## Известные уроженцы, жители
Татаринова, Елена Алексеевна (1897—1987) — советский скульптор, монументалист.

## Инфраструктура
Было личное подсобное хозяйство с зоной сельскохозяйственного использования, индивидуальная застройка усадебного типа. К 1926 году 18 хозяйств.
До войны действовала сельхозартель им. Парижской коммуны. После войны действовал колхоз «Парижская коммуна» (на 01.01.1950)
.

## Транспорт
Просёлочные дороги
.